# Skibob-Weltmeisterschaften 2012
Die 34. Skibob-Weltmeisterschaften fanden von 24. bis 26. Februar 2012 in Deštné v Orlických horách in Tschechien sowie am 9. März 2012 in Aigen im Mühlkreis in Oberösterreich statt. Während die Disziplinen Riesenslalom und Slalom im Adlergebirge ausgetragen wurden, musste der Super-G auf den Hochficht verlegt werden. Medaillen wurden außerdem in der Kombinationswertung vergeben. Für die Organisation zeichneten der Skibob Klub Dobruška sowie die Schibob Union (SBU) Linz und die Schiunion Böhmerwald verantwortlich. Aigen war nach 2007 zum zweiten Mal Austragungsort von Skibob-Weltmeisterschaften.

## Teilnehmer
Teilnehmerländer und Anzahl der Starter in Klammern:
| Europa (5 Länder)                               | Europa (5 Länder)               | Europa (5 Länder) |
| ----------------------------------------------- | ------------------------------- | ----------------- |
| - Deutschland (2) - Österreich (18) - Polen (8) | - Schweiz (2) - Tschechien (20) |                   |
| Amerika (1 Land)                                |                                 |                   |
| - Brasilien (1)                                 |                                 |                   |

## Medaillenspiegel
Berücksichtigt sind nur die Rennen in der allgemeinen Klasse.
| Platz | Land       |   |   |   |    |
| ----- | ---------- | - | - | - | -- |
| 1     | Tschechien | 6 | 4 | – | 10 |
| 2     | Österreich | 2 | 4 | 8 | 14 |

## Herren

### Super-G
| Platz | Land | Sportler               | Zeit (min) |
| ----- | ---- | ---------------------- | ---------- |
| 01    | CZE  | Pavel Čiháček          | 0:49,98    |
| 02    | CZE  | David Krejčí           | 0:50,26    |
| 03    | AUT  | Christian Ablinger     | 0:50,53    |
| 04    | AUT  | Gerfried Seeber        | 0:51,02    |
| 05    | AUT  | Markus Moser           | 0:51,52    |
| 06    | AUT  | Gerhard Hauer          | 0:51,82    |
| 07    | SUI  | Christian Tschümperlin | 0:51,88    |
| 08    | AUT  | Markus Achleitner      | 0:52,24    |
| 09    | SUI  | Urs Tschümperlin       | 0:52,28    |
| 10    | GER  | Jakob Jocham           | 0:52,49    |

Datum: 9. März, 9:30 Uhr

Strecke: Hochficht, Zwieselberg

Starthöhe: 1263 m, Zielhöhe: 863 m

Höhenunterschied: 400 m, Länge: 1600 m

Kurssetzer: Willy Hediger (SUI), 22 Tore
17 Sportler am Start, davon 16 klassiert

Titelverteidiger:  David Krejčí

### Riesenslalom
| Platz | Land | Sportler           | Zeit (min) |
| ----- | ---- | ------------------ | ---------- |
| 01    | CZE  | Pavel Čiháček      | 1:32,07    |
| 02    | CZE  | Dušan Kudrnovský   | 1:32,42    |
| 03    | AUT  | Gerhard Hauer      | 1:32,95    |
| 04    | AUT  | Markus Achleitner  | 1:33,05    |
| 05    | AUT  | Christian Ablinger | 1:34,02    |
| 06    | AUT  | Mathias Ablinger   | 1:34,37    |
| 07    | CZE  | Jakub Fedorko      | 1:36,99    |
| 08    | AUT  | Gerfried Seeber    | 1:37,06    |
| 09    | GER  | Jakob Jocham       | 1:38,90    |
| 10    | CZE  | Tomáš Tojnar       | 1:39,67    |

Datum: 25. Februar, 9:30 Uhr bzw. 13:00 Uhr

Strecke: Marta

Starthöhe: 810 m, Zielhöhe: 710 m

Höhenunterschied: 100 m, Länge: 800 m

Kurssetzer 1. Durchgang: Rolf Ries (SUI), 23 Tore

Kurssetzer 2. Durchgang: Willy Hediger (SUI), 23 Tore
21 Sportler am Start, davon 14 klassiert

Ausgeschieden u. a.: David Krejčí (CZE), Markus Moser (AUT), disqualifiziert u. a.: Aleš Housa (CZE)
Titelverteidiger:  Gerhard Hauer

### Slalom
| Platz | Land | Sportler            | Zeit (min) |
| ----- | ---- | ------------------- | ---------- |
| 01    | AUT  | Gerhard Hauer       | 1:15,15    |
| 02    | CZE  | Pavel Čiháček       | 1:15,25    |
| 03    | AUT  | Christian Amblinger | 1:15,57    |
| 04    | AUT  | Markus Moser        | 1:16,07    |
| 05    | AUT  | Mathias Ablinger    | 1:16,50    |
| 06    | CZE  | Aleš Housa          | 1:17,25    |
| 07    | AUT  | Markus Achleitner   | 1:17,27    |
| 08    | AUT  | Michael Höller      | 1:17,38    |
| 09    | CZE  | Jakub Fedorko       | 1:19,63    |
| 10    | SUI  | Urs Tschümperlin    | 1:20,57    |

Datum: 26. Februar, 9:30 Uhr bzw. 13:00 Uhr

Strecke: Marta

Starthöhe: 810 m, Zielhöhe: 710 m

Höhenunterschied: 100 m, Länge: 800 m

Kurssetzer 1. Durchgang: Pavel Hlaváč (CZE), 30 Tore

Kurssetzer 2. Durchgang: Petra Gamper (AUT), 30 Tore
21 Sportler am Start, davon 15 klassiert

Disqualifiziert u. a.: Dušan Kudrnovský (CZE), Gerfried Seeber (AUT)
Titelverteidiger:  Markus Moser

### Kombination
| Platz | Land | Sportler           | Zeit (min) |
| ----- | ---- | ------------------ | ---------- |
| 01    | CZE  | Pavel Čiháček      | 3:37,30    |
| 02    | AUT  | Gerhard Hauer      | 3:39,92    |
| 03    | AUT  | Christian Ablinger | 3:40,12    |
| 04    | AUT  | Markus Achleitner  | 3:42,56    |
| 05    | AUT  | Mathias Ablinger   | 3:43,58    |
| 06    | SUI  | Urs Tschümperlin   | 3:56,06    |

Das Ergebnis der Kombination setzt sich aus den addierten Zeiten von Super-G, Riesenslalom und Slalom zusammen.

6 Sportler klassiert
Titelverteidiger:  Markus Moser

## Damen

### Super-G
| Platz | Land | Sportler                      | Zeit (min) |
| ----- | ---- | ----------------------------- | ---------- |
| 01    | AUT  | Kerstin Zoister               | 0:52,94    |
| 02    | CZE  | Alena Housová                 | 0:53,08    |
| 03    | AUT  | Iris Lienhard                 | 0:53,67    |
| 04    | AUT  | Lisa Zaff                     | 0:53,99    |
| 05    | AUT  | Claudia Hartl                 | 0:55,08    |
| 06    | POL  | Agata Hołomek                 | 0:56,71    |
| 07    | CZE  | Karolina Podraska             | 0:57,20    |
| 08    | POL  | Anna Chrapek                  | 0:59,44    |
| 09    | BRA  | Christiane Driemeyer-Stenchly | 1:04,08    |

Datum: 9. März, 9:30 Uhr

Strecke: Hochficht, Zwieselberg

Starthöhe: 1263 m, Zielhöhe: 863 m

Höhenunterschied: 400 m, Länge: 1600 m

Kurssetzer: Willy Hediger (SUI), 22 Tore
9 Sportlerinnen am Start, davon 9 klassiert

Titelverteidigerin:  Alena Housová

### Riesenslalom
| Platz | Land | Sportler            | Zeit (min) |
| ----- | ---- | ------------------- | ---------- |
| 01    | CZE  | Alena Housová       | 1:35,23    |
| 02    | AUT  | Iris Lienhard       | 1:37,00    |
| 03    | AUT  | Kerstin Zoister     | 1:38,22    |
| 04    | AUT  | Claudia Hartl       | 1:39,47    |
| 05    | AUT  | Lisa Zaff           | 1:39,67    |
| 06    | CZE  | Karolina Podraska   | 1:40,46    |
| 07    | CZE  | Kristýna Harnachová | 1:41,33    |
| 08    | POL  | Monika Malik        | 1:44,21    |
| 09    | CZE  | Gabriela Jašková    | 1:49,08    |
| 10    | CZE  | Nikola Vašková      | 1:50,25    |

Datum: 25. Februar, 9:30 Uhr bzw. 13:00 Uhr

Strecke: Marta

Starthöhe: 810 m, Zielhöhe: 710 m

Höhenunterschied: 100 m, Länge: 800 m

Kurssetzer 1. Durchgang: Rolf Ries (SUI), 23 Tore

Kurssetzer 2. Durchgang: Willy Hediger (SUI), 23 Tore
11 Sportlerinnen am Start, davon 10 klassiert

Titelverteidigerin:  Alena Housová

### Slalom
| Platz | Land | Sportler              | Zeit (min) |
| ----- | ---- | --------------------- | ---------- |
| 01    | CZE  | Alena Housová         | 1:19,28    |
| 02    | AUT  | Iris Lienhard         | 1:20,25    |
| 03    | AUT  | Kerstin Zoister       | 1:22,79    |
| 04    | AUT  | Claudia Hartl         | 1:23,45    |
| 05    | CZE  | Stanislava Preclíková | 1:23,46    |
| 06    | AUT  | Lisa Zaff             | 1:23,72    |
| 07    | CZE  | Karolina Podraska     | 1:23,83    |
| 08    | POL  | Monika Malik          | 1:25,65    |
| 09    | CZE  | Kristýna Harnachová   | 1:26,29    |
| 10    | CZE  | Gabriela Jašková      | 1:32,53    |

Datum: 26. Februar, 9:30 Uhr bzw. 13:00 Uhr

Strecke: Marta

Starthöhe: 810 m, Zielhöhe: 710 m

Höhenunterschied: 100 m, Länge: 800 m

Kurssetzer 1. Durchgang: Pavel Hlaváč (CZE), 30 Tore

Kurssetzer 2. Durchgang: Petra Gamper (AUT), 30 Tore
13 Sportlerinnen am Start, davon 10 klassiert

Ausgeschieden: Silvia Steininger (GER)
Titelverteidigerin:  Iris Lienhard

### Kombination
| Platz | Land | Sportler          | Zeit (min) |
| ----- | ---- | ----------------- | ---------- |
| 01    | CZE  | Alena Housová     | 3:47,59    |
| 02    | AUT  | Iris Lienhard     | 3:50,92    |
| 03    | AUT  | Kerstin Zoister   | 3:53,95    |
| 04    | AUT  | Lisa Zaff         | 3:57,38    |
| 05    | AUT  | Claudia Hartl     | 3:58,00    |
| 06    | CZE  | Karolina Podraska | 4:01,49    |

Das Ergebnis der Kombination setzt sich aus den addierten Zeiten von Super-G, Riesenslalom und Slalom zusammen.

6 Sportlerinnen klassiert
Titelverteidigerin:  Alena Housová

## Altersklassen
Neben den Herren- und Damenrennen in der allgemeinen Klasse wurden in allen Disziplinen auch die männlichen Weltmeister in der Jugendklasse ermittelt. Die Weltmeisterschaften in den übrigen Klassen (Schüler, Jugend weiblich und Altersklassen) wurden letztmals separat von 29. Februar bis 3. März 2012 in Hinterstoder ausgetragen.